# Zavareh
Zavareh (persa: زواره; también romanizado como Zavareh, Zavâre, Zavvāreh y Zūrāvar; también conocido como Istgah-ye Zavar) es una ciudad y la capital del distrito de Zavareh, en el condado de Ardestan, provincia de Isfahán, Irán. En el censo de 2006, su población era de 7 806 habitantes en 2197 familias.
Se encuentra al noreste de la provincia de Isfahán, junto a la zona central del desierto. Se sabe que Zavareh era un templo del fuego sasánida y fue un importante centro de comercio en el período selyúcida. La ciudad lleva el nombre del hermano de Rostam, Zavareh, un héroe legendario de Irán.
- Datos: Q2614183
- Multimedia: Zavareh / Q2614183